# Rudolf Stibill
Rudolf Stibill (* 30. Juli 1924 in Graz; † 30. Januar 1995 in Ostenfeld bei Rendsburg) war ein österreichisch-deutscher Lyriker.

## Leben und Werk
Nach dem Besuch der Volksschule in Graz wechselte Stibill 1934 ins Gymnasium. Von dort sind ab 1941 erste literarische Versuche bekannt. Nach seiner Matura im März 1942 erfolgte zunächst seine Einberufung zum Kriegsdienst. Dennoch konnte er 1943 ein Studium beginnen, zunächst Medizin, dann Germanistik, Philosophie und Kunstgeschichte. Eine erste öffentliche Lesung fand 1945 statt. 1946 arbeitete Stibill an der Herausgabe der Zeitschrift „Austria“ mit. Sein erster Gedichtband „Vox humana“ erschien  1947  bei A. Pustet in Graz.
In der Folgezeit nahm er mehrmals an den Dichtertagungen in St. Veit an der Glan und in Pürgg teil, wo er auch die Freundschaft mit Christine Lavant aufnahm. Nach einer Tätigkeit als Mitarbeiter des ORF, Landesstudio Steiermark übersiedelte er 1955 nach Rendsburg in Schleswig-Holstein und begann dort eine Lehrertätigkeit an der Freien Waldorfschule. 1956 nahm er am internationalen Lyrikwettbewerb in Knokke le Zoute in Belgien teil. 1968 heiratete er Elisabeth Valett, Tochter des Hamburger Dichters Dirks Paulun, die jedoch fünf Jahre später verstarb. 1983 erfolgte eine zweite Ehe mit Gisela Hardt.
Nach seiner Pensionierung 1988 veröffentlichte er noch mehrere Gedichtbände sowie eine Autobiographie (zwei Bände: Stimmen des Ungewissen, 1992 und Atemwaage, 1995). In dieser Zeit erschien auch eine Diplomarbeit über Stibill und sein Werk von Ingrid Knaus. Am 30. Januar 1995 starb Rudolf Stibill in Ostenfeld bei Rendsburg.

## Anerkennungen
- 1953: Peter-Rosegger-Preis

## Werke
- Vox humana. Pustet, Graz-Salzburg 1947.
- Die köstliche Flamme. Otto Müller, Salzburg 1951.
- Der Knabe und das Meer. Leykam, Graz 1958.
- Leute aus Sonnenstadt. Jugend und Volk, Wien-München 1964.
- Markierungen des Lebens. Styria, Graz-Wien 1975.
- Stimmen des Ungewissen.  Styria, Graz 1992.
- La ville imaginaire. Engel und Co., Stuttgart 1994.
- Atemwaage. Styria, Graz-Wien 1995.
- Zwei Gedichte. 1948. 1978. Faksimiledruck, zwei Besprechungen Stibills v. H. Hellmer und A. Kolleritsch. Rudolf-Stibill-Gesellschaft, Rendsburg 1999.
- Ein weiteres Gedicht für die Mappe, und eine Besprechung Stibills v. B. Engholm, 2004.

## Stibill Gesellschaft
1998 erfolgte die Gründung der Rudolf Stibill Gesellschaft e.V. in Österreich und 2004 die Gründung der Rudolf Stibill Gesellschaft e.V., gemeinnütziger Verein in Deutschland mit Sitz in Rendsburg. 1999, zum 75. Geburtstag, erschien eine Schmuckmappe mit Faksimiledrucken von Gedichten durch die Rudolf Stibill Gesellschaft e.V. und 2001 erfolgte die Uraufführung der Komposition „Jahreszeiten“ von Christian Gayed nach Gedichten Rudolf Stibills (Magnolie, Weiße Rose, Herbst I, Winter aus „Vox Humana“). Im selben Jahr wurden die DANKANSTÖSSE erstmals durchgeführt, eine alljährlich im November stattfindende literarisch-musikalische Veranstaltung nach einer im Nachlass gefundenen Notiz Stibills.
- 2002: DANKANSTÖSSE, Text und Musikliteratur aus der jüdischen Kultur.
- 2003: Im Museum des Kulturzentrums Rendsburg die Ausstellung: Atemwaage, LÄNDER STÄDTE MENSCHEN, bildende Künstler im Leben Rudolf Stibills. Die Eröffnung erfolgte durch Björn Engholm.

Im Rahmen der Ausstellung erfolgte eine Wiederaufführung der Jahreszeiten sowie Stibill-Vertonungen von Peter-Michael Riehm (Der Herbst des Wanderers, Der Bote, Bitte um Schlaf).
- November: DANKANSTÖSSE Text und Musikliteratur aus der Türkei.
- 2006 DANKANSTÖSSE, Text und Musikliteratur aus den Niederlanden.
- 2007 DANKANSTÖSSE, Text und Musikliteratur aus Ungarn.

Stibills Nachlass liegt im Brenner-Archiv (Innsbruck), wo er geordnet, registriert und ins Netz gestellt wurde.   Anlässlich seiner Geburtstage und Todestage finden durch die Gesellschaften in Deutschland und Österreich stets öffentliche Feiern statt, so zum 10. Todestag eine Gedenkveranstaltung im Literaturhaus in Innsbruck und eine Lesung mit Konzert in der Klosterkirche in Cismar, Ostholstein.